# Stari Petriwzi
Stari Petriwzi (ukrainisch Старі Петрівці, russisch Старые Петровцы Staryje Petrowzy) ist ein Dorf in der ukrainischen Oblast Kiew mit etwa 3000 Einwohnern (2006).

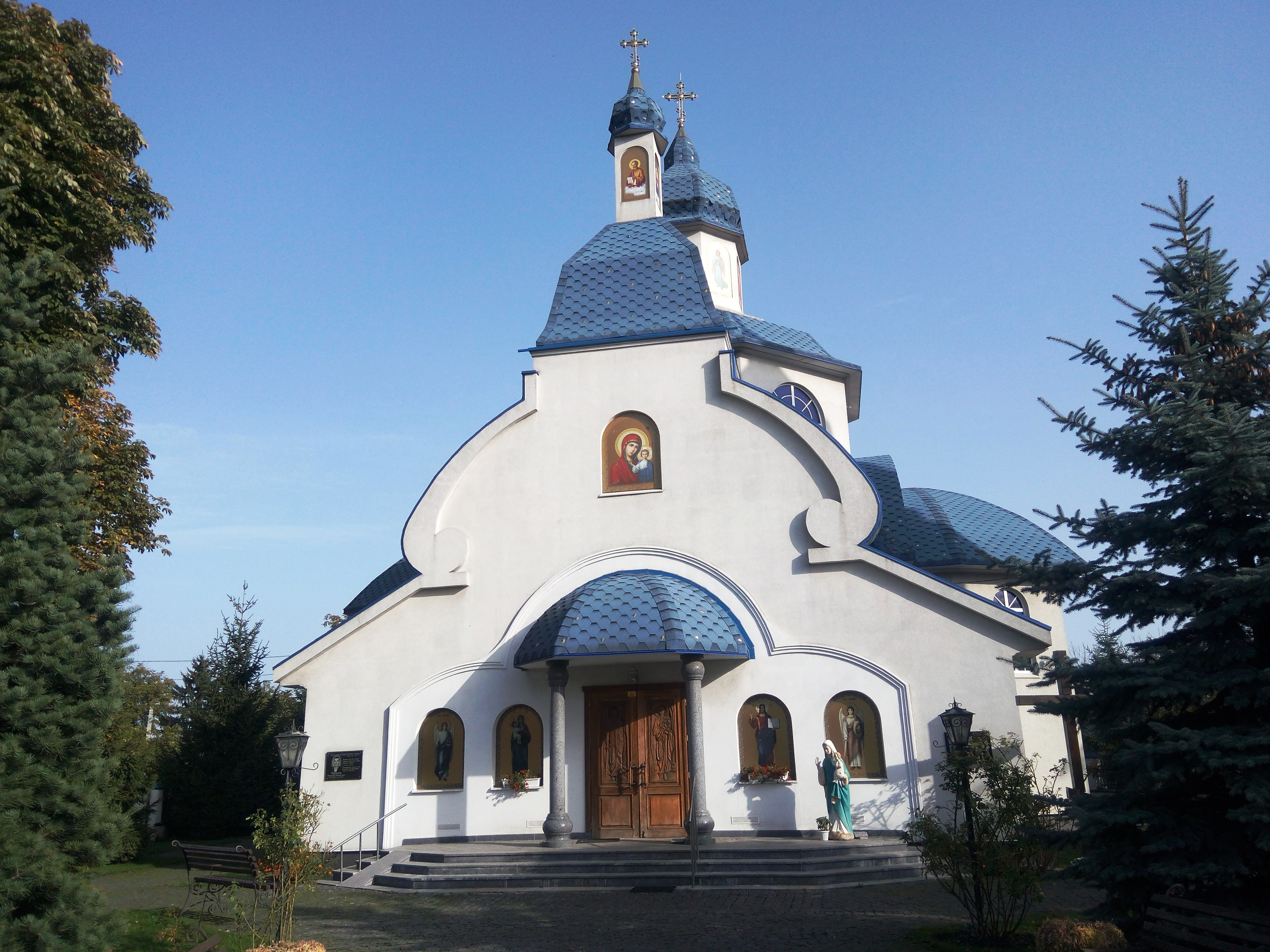
Kirche im Ort

Das im Jahre 1700 gegründete Dorf befindet sich an der Regionalstraße P–02 im Rajon Wyschhorod am westlichen Ufer des zum Kiewer Meer angestauten Dnepr zwischen Ljutisch im Norden und Nowi Petriwzi im Süden. Das Zentrum Kiews liegt etwa 30 km und das Rajonzentrum Wyschhorod 10 km südlich von Stari Petriwzi. Im Dorf befindet sich ein Denkmal für Swjatoslaw I.
Am 12. Juni 2020 wurde das Dorf ein Teil der neugegründeten Landgemeinde Petriwzi, bis dahin bildete es die gleichnamige Landratsgemeinde Stari Petriwzi (Старопетрівська сільська рада/Staropetriwska silska rada) im Süden des Rajons Wyschhorod.